# Черногорский добровольческий корпус
Черногорский добровольческий корпус (нем. Montenegrinisches Freiwilligenkorps, серб. Црногорски добровољачки корпус) — коллаборационистское соединение, сформированное и возглавляемое лидером черногорских четников Павле Джуришичем в июне — июле 1944 года по согласованию с главнокомандованием силами вермахта на Юго-Востоке Европы. Корпус был составлен из черногорских четников по подобию Сербского добровольческого корпуса СС, включал в себя три полка (6-й, 7-й и 8-й) и формально являлся частью немецких вспомогательных войск. Вместе с тем Джуришич и его люди как своего рода часть четнического движения официально находились под командованием верховного командующего Югославской армией на родине генерала Михайловича, сохраняя автономную позицию и лавируя между четниками и немцами.

## История
После освобождения из немецкого плена в ноябре 1943 года Джуришич договорился в Белграде с председателем так называемого Сербского правительства Миланом Недичем и предводителем праворадикальной организации «Збор» Димитрием Лётичем о реорганизации черногорских четнических подразделений на базе сербских «добровольческих» полков и передче их под командование Сербского добровольческого корпуса. Взамен Недич обязался снабдить четников Дуришича вооружением и военным снаряжением. В середине мая 1944 года Павле Джуришич встретился в Белграде с Миланом Недичем, специальным уполномоченным МИД Германии на Юго-Востоке Европы Германом Нойбахером и главнокомандующим силами вермахта на Юго-Востоке генерал-фельдмаршалом Максимилианом фон Вейхсом. В ходе состоявшихся переговоров было достигнуто соглашение о формировании из черногорских четников соединения численностью около 5 тысяч человек. Немецкая сторона обязалась полностью снабдить новое формирование всем необходимым военным снаряжением, а Джуришич должен был обеспечить его участие в операциях немецкого командования на Юго-Востоке против сил народно-освободительного движения (партизаны, НОАЮ) Черногории. Пребывание Дуришича в Белграде освещалось в недичевской прессе. В публикациях подчёркивались заслуги Джуришича в борьбе с партизанами, размещались его фотографии вместе с немецкими и недичевскими офицерами.
Недич присвоил Джуришичу звание подполковника, хотя ранее король Пётр II Карагеоргиевич уже наделил его этим званием по инициативе Михайловича. По представлению немецкого главнокомандования на Юго-Востоке Дуришич был награждён Гитлером орденом Железного креста. 20 мая Джуришич отправил в Белград ещё одну делегацию, где были начальник его штаба Душан Арсович, адъютант Велько Томович и немецкий офицер связи лейтенант Хайсс. Делегация вернулась в начале июня с сообщением, что из Рашки в штаб Джуришича в Приеполе отправились три вагона и 20 грузовиков со следующим грузом: 3 тысячи винтовок, 150 пистолетов-пулемётов, 80 станковых пулемётов, 38 миномётов, 6 артиллерийских орудий, 2 тысячи пар обуви, 300 литров бензина и униформа. Немецкое командование из Баната предоставило также 900 лошадей четникам.

## Структура
В первой половине июня Джуришич объявил об образовании командования Черногорского добровольческого корпуса и трёх полков:
- 6-й полк: штаб-квартира в Приеполе, личный состав — четники из местечка Стари-Рас, Беранского и Андриевицкого районов, которые ушли после операции «Фрюлингсервахен», командир — Вуксан Цимбалевич[9].
- 7-й полк: штаб-квартира в Плевле, личный состав — четники из Новопазарского Санджака, командир — Радоман Раилич[9].
- 8-й «железный» полк: штаб-квартира в Подгорице, личный состав — четники из Подгорицкого, Даниловградского и Никшичского районов, командир — капитан Милош Павичевич[9].

Общая численность составила 5649 человек, поэтому Джуришич обратился к Недичу разрешить ему принять в корпус больше людей, чем полагалось по договорённости.

## Участие в боях
Черногорский добровольческий корпус в составе немецких войск сражался в ходе операции «Драуфгенгер» против сил 2-го ударного корпуса НОАЮ в долине реки Лим. Также он участвовал в операции «Рюбецаль»: 8-й «железный» полк при поддержке 7-й добровольческой горной дивизии СС «Принц Ойген» и 181-й пехотной дивизии напал на аэродром Брезна во время эвакуации раненых солдат НОАЮ. 25 августа полк потерпел поражение в битве за гору Черанича и затем добит 7-й черногорской молодёжной бригадой НОАЮ, потеряв 350 убитыми и 180 пленными. После провала операции «Рюбецаль» произошли многочисленные изменения в формировании черногорских четников: тактически корпус остался включённым в немецкие силы, сражавшиеся под Мостаром, Цетине и Колашин. 16 ноября 1944 года Юго-Восточное командование включило в свои силы черногорских четников.
В апреле 1945 года Джуришич подписал соглашение с Секулой Дрлевичем и Анте Павеличем о взаимодействии с усташами при отступлении в оккупированную Словению. Предполагалось, что корпус Джуришича форсирует реку Сава и соединится с Черногорской народной армией, которая перейдёт в подчинение Джуришичу. Воевода направился в указанную точку вместе с высокопоставленными офицерами (в том числе Захарией Остоичем и Петаром Бачовичем, однако попал в засаду Дрлевича и Павелича и был убит. Остатки корпуса безуспешно пытались пробиться в Австрию, но в живых к моменту окончания войны осталось не более четверти личного состава Черногорского добровольческого корпуса.

### Комментарии
1. ↑  Первоначально намечалось создать совместную структуру командования Сербского и Черногорского добровольческих корпусов, однако это намерение не было реализовано из-за развития военной ситуации и упорного отказа Гитлера разрешить это объединение[1].